# Puymangou
Puymangou – miejscowość i dawna gmina we Francji, w regionie Nowa Akwitania, w departamencie Dordogne. W dniu 1 stycznia 2016 roku z połączenia dwóch ówczesnych gmin – Puymangou oraz Saint-Aulaye – utworzono nową gminę Saint Aulaye-Puymangou. W 2013 roku populacja Puymangou wynosiła 99 mieszkańców. 